# Campeonato Europeu de Patinação Artística no Gelo de 1983
O Campeonato Europeu de Patinação Artística no Gelo de 1983 foi a septuagésima quinta edição do Campeonato Europeu de Patinação Artística no Gelo, um evento anual de patinação artística no gelo organizado pela União Internacional de Patinação (em inglês:  International Skating Union) onde os patinadores artísticos competem pelo título de campeão europeu. A competição foi disputada entre os dias 1 de fevereiro e 6 de fevereiro, na cidade de Dortmund, Alemanha Ocidental.

## Eventos
- Individual masculino
- Individual feminino
- Duplas
- Dança no gelo

## Medalhistas
| Evento                        | Ouro                                                  | Prata                                                   | Bronze                                            |
| Individual masculino detalhes | Norbert Schramm · Alemanha Ocidental                  | Jozef Sabovčík · Tchecoslováquia                        | Alexander Fadeev · União Soviética                |
| Individual feminino detalhes  | Katarina Witt · Alemanha Oriental                     | Elena Vodorezova · União Soviética                      | Claudia Leistner · Alemanha Ocidental             |
| Duplas detalhes               | Sabine Baeß · Tassilo Thierbach · Alemanha Oriental   | Elena Valova · Oleg Vasiliev · União Soviética          | Birgit Lorenz · Knut Schubert · Alemanha Oriental |
| Dança no gelo detalhes        | Natalia Bestemianova · Andrei Bukin · União Soviética | Olga Volozhinskaya · Alexander Svinin · União Soviética | Karen Barber · Nicholas Slater · Reino Unido      |

## Resultados

### Individual masculino
| Pos.              | Nome                   | Nacionalidade      |
| ----------------- | ---------------------- | ------------------ |
| Medalha de ouro   | Norbert Schramm        | Alemanha Ocidental |
| Medalha de prata  | Jozef Sabovčík         | Tchecoslováquia    |
| Medalha de bronze | Alexander Fadeev       | União Soviética    |
| 4                 | Heiko Fischer          | Alemanha Ocidental |
| 5                 | Vladimir Kotin         | União Soviética    |
| 6                 | Jean-Christophe Simond | França             |
| 7                 | Rudi Cerne             | Alemanha Ocidental |
| 8                 | Grzegorz Filipowski    | Polônia            |
| 9                 | Laurent Depouilly      | França             |
| 10                | Fernand Fédronic       | França             |
| 11                | Lars Åkesson           | Suécia             |
| 12                | Falko Kirsten          | Alemanha Oriental  |
| 13                | Thomas Hlavik          | Áustria            |
| 14                | Miljan Begovic         | Iugoslávia         |
| 15                | Mark Pepperday         | Reino Unido        |
| 16                | Richard Furrer         | Suíça              |
| 17                | Bruno del Maestro      | Itália             |
| 18                | Petr Barna             | Tchecoslováquia    |
| 19                | Todd Sand              | Dinamarca          |
| 20                | András Száraz          | Hungria            |
| 21                | Fernando Soria         | Espanha            |

### Individual feminino
| Pos.              | Nome               | Nacionalidade      |
| ----------------- | ------------------ | ------------------ |
| Medalha de ouro   | Katarina Witt      | Alemanha Oriental  |
| Medalha de prata  | Elena Vodorezova   | União Soviética    |
| Medalha de bronze | Claudia Leistner   | Alemanha Ocidental |
| 4                 | Manuela Ruben      | Alemanha Ocidental |
| 5                 | Anna Kondrashova   | União Soviética    |
| 6                 | Kristiina Wegelius | Finlândia          |
| 7                 | Anna Antonova      | União Soviética    |
| 8                 | Janina Wirth       | Alemanha Oriental  |
| 9                 | Sonja Stanek       | Áustria            |
| 10                | Sanda Dubravčić    | Iugoslávia         |
| 11                | Karin Telser       | Itália             |
| 12                | Parthena Sarafidis | Áustria            |
| 13                | Sandra Cariboni    | Suíça              |
| 14                | Karin Hendschke    | Alemanha Oriental  |
| 15                | Katrien Pauwels    | Bélgica            |
| 16                | Hana Vesela        | Tchecoslováquia    |
| 17                | Agnès Gosselin     | França             |
| 18                | Li Scha Wang       | Países Baixos      |
| 19                | Hanna Gambord      | Dinamarca          |
| 20                | Susan Jackson      | Reino Unido        |
| 21                | Catarina Lindgren  | Suécia             |
| 22                | Elisa Ahonen       | Finlândia          |
| 23                | Nora Miklosi       | Hungria            |
| 24                | Rosario Esteban    | Espanha            |
| WD                | Karen Wood         | Reino Unido        |

### Duplas
| Pos.              | Nome                               | Nacionalidade      |
| ----------------- | ---------------------------------- | ------------------ |
| Medalha de ouro   | Sabine Baeß / Tassilo Thierbach    | Alemanha Oriental  |
| Medalha de prata  | Elena Valova / Oleg Vasiliev       | União Soviética    |
| Medalha de bronze | Birgit Lorenz / Knut Schubert      | Alemanha Oriental  |
| 4                 | Veronika Pershina / Marat Akbarov  | União Soviética    |
| 5                 | Marina Avstriskaya / Yuri Kvashnin | União Soviética    |
| 6                 | Babette Preußler / Torsten Ohlow   | Alemanha Oriental  |
| 7                 | Claudia Massari / Leonardo Azzola  | Alemanha Ocidental |
| 8                 | Susan Garland / Robert Daw         | Reino Unido        |
| 9                 | Jana Havlova / René Novotný        | Tchecoslováquia    |
| 10                | Nathalie Tortel / Xavier Douillard | França             |
| 11                | Birgit Kuß / Uwe Fischbeck         | França             |
| 12                | Naija Pekkala / Pekka Pekkala      | Finlândia          |

### Dança no gelo
| Pos.              | Nome                                  | Nacionalidade      |
| ----------------- | ------------------------------------- | ------------------ |
| Medalha de ouro   | Natalia Bestemianova / Andrei Bukin   | União Soviética    |
| Medalha de prata  | Olga Volozhinskaya / Alexander Svinin | União Soviética    |
| Medalha de bronze | Karen Barber / Nicholas Slater        | Reino Unido        |
| 4                 | Marina Klimova / Sergei Ponomarenko   | União Soviética    |
| 5                 | Nathalie Herve / Pierre Bechu         | França             |
| 6                 | Petra Born / Rainer Schönborn         | Alemanha Ocidental |
| 7                 | Wendy Sessions / Stephen Williams     | Reino Unido        |
| 8                 | Isabella Micheli / Roberto Pelizzola  | Itália             |
| 9                 | Jindra Hola / Karol Foltan            | Tchecoslováquia    |
| 10                | Judit Péterfy / Csaba Bálint          | Hungria            |
| 11                | Antonia Becherer / Ferdinand Becherer | Alemanha Ocidental |
| 12                | Marianne van Bommel / Wayne Deweyert  | Países Baixos      |

## Quadro de medalhas
| Ordem | País               | Medalha de ouro | Medalha de prata | Medalha de bronze |    | Ordem por total |
| ----- | ------------------ | --------------- | ---------------- | ----------------- | -- | --------------- |
| 1     | Alemanha Oriental  | 2               |                  | 1                 | 3  | 2               |
| 2     | União Soviética    | 1               | 3                | 1                 | 5  | 1               |
| 3     | Alemanha Ocidental | 1               |                  | 1                 | 2  | 3               |
| 4     | Tchecoslováquia    |                 | 1                |                   | 1  | 4               |
| 5     | Reino Unido        |                 |                  | 1                 | 1  | 4               |
| TOTAL | TOTAL              | 4               | 4                | 4                 | 12 | —               |